# Lacerta agilis

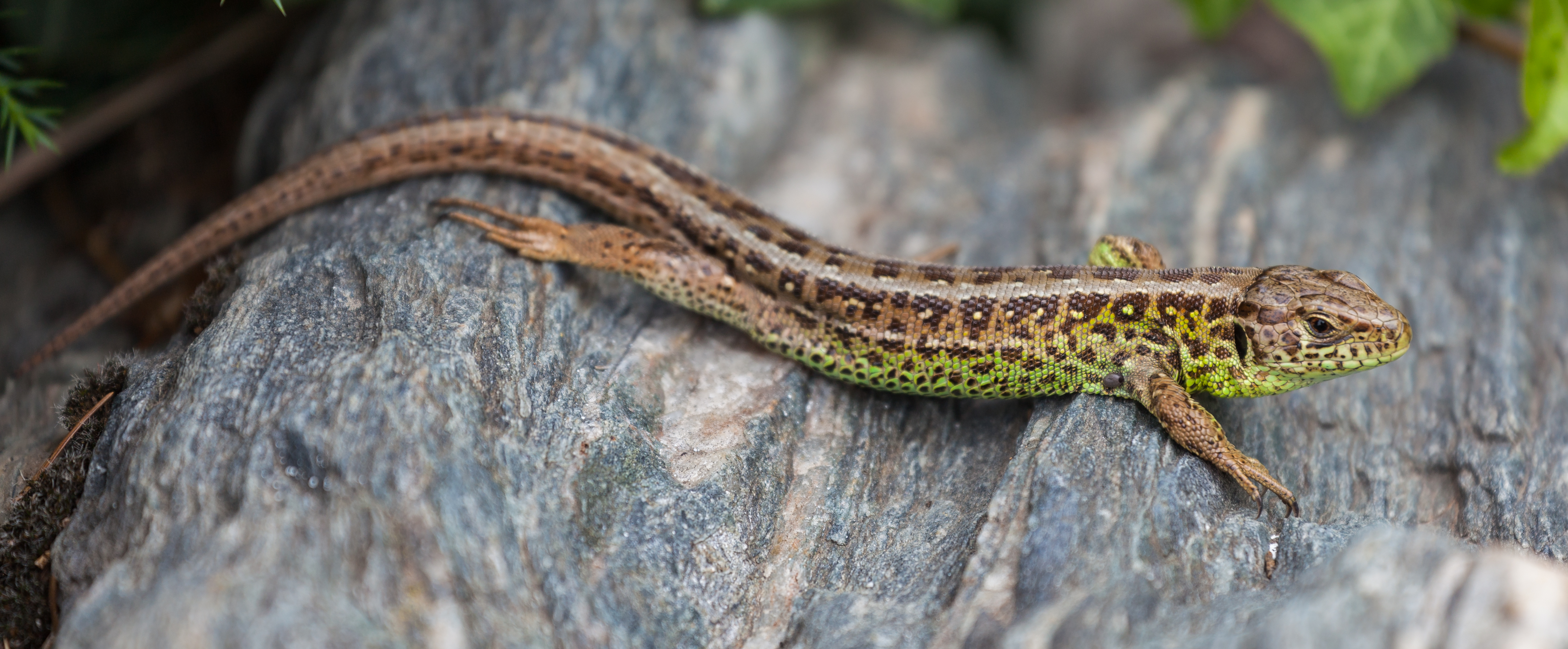
macho

El lagarto ágil (Lacerta agilis) es una especie de saurópsido escamoso de la familia de los lagartos  que se distribuye en la mayor parte de Europa y Asia Central, aunque se encuentra prácticamente ausente en la península ibérica, el sur de Italia, de Francia y de los Balcanes.
En España está considerado como especie en peligro de extinción.
Tiene una coloración muy variable. El dorso y los flancos, de color pardo o gris pardo, ostentan unas manchas redondas y oscuras moteadas de blanco. En primavera y verano los flancos del macho son de una tonalidad verde hierba, y a veces adquiere también el mismo color, mientras que en las hembras predomina el pardo.
Las numerosas subespecies del lagarto ágil se pueden encontrar en toda Europa y en Asia central y occidental. Vive tanto en las llanuras como en las regiones accidentadas, dando preferencia a los lugares soleados y abrigados cerca de los bordes de los prados y bosques, en las  laderas herbosas cubiertas de matorrales, en los troncos y en las canteras abandonadas; también es frecuente encontrarlo en parques y jardines. El Lagarto ágil se alimenta de cigarras, moscas, escarabajos, arañas y otros artrópodos. Pasa el invierno bajo tierra, y al final de la primavera o principios del verano, la hembra pone de 5 a 15 huevos alargados, protegidos por una envoltura semejante al cuero, que deposita en un hueco poco profundo excavado en el suelo. Al cabo de 6 a 8 semanas nacen los pequeños lagartos, que miden de 3 a 4 cm de longitud.